# 선품공
선품공(善品公, 607년~643년)은 신라의 제21대 풍월주였다. 진흥왕과 사도왕후 박씨의 손자로, 구륜공의 아들이다. 4년간 풍월주의 자리에 있었고, 부제 양도공에게 그 자리를 물려주었다. 643년 당나라에 사신으로 다녀온 뒤 36세의 나이에 병을 얻어 죽었다. 이에 왕이 아찬의 벼슬을 추증하였고, 그의 딸이 문무왕의 왕비 자의왕후가 되자 파진찬으로 추증하였다.

## 가족 관계
- 조부 : 신라 제 24대 국왕 진흥왕
- 조모 : 사도왕후 박씨(思道王后 朴氏)
  - 아버지 : 구륜공(仇輪公)
  - 어머니 : 보화공주(宝華公主)
    - 처 :  보룡(菩利) - 12대 풍월주 보리공의 딸
      - 장남 : 김순원(順元)
      - 장녀 : 자의왕후 김씨(慈儀皇后 金氏), 김자눌(金慈訥) - 문무왕의 왕비
        - 손자 : 신라 제 31대 국왕 신문왕

      - 차녀 : 운명궁주 김씨(雲明宮主 金氏) - 28대 풍월주 오기공에게 출가
        - 손자 : 김대문(金大門) - 화랑세기 2대 저자

      - 삼녀 : 야명궁주 김씨(夜明宮主 金氏) - 문무왕의 후궁
        - 손자 : 인명전군(仁明殿君)

      - 차남 : 김작진(金酌珍)